# Voswinkel (Halver)

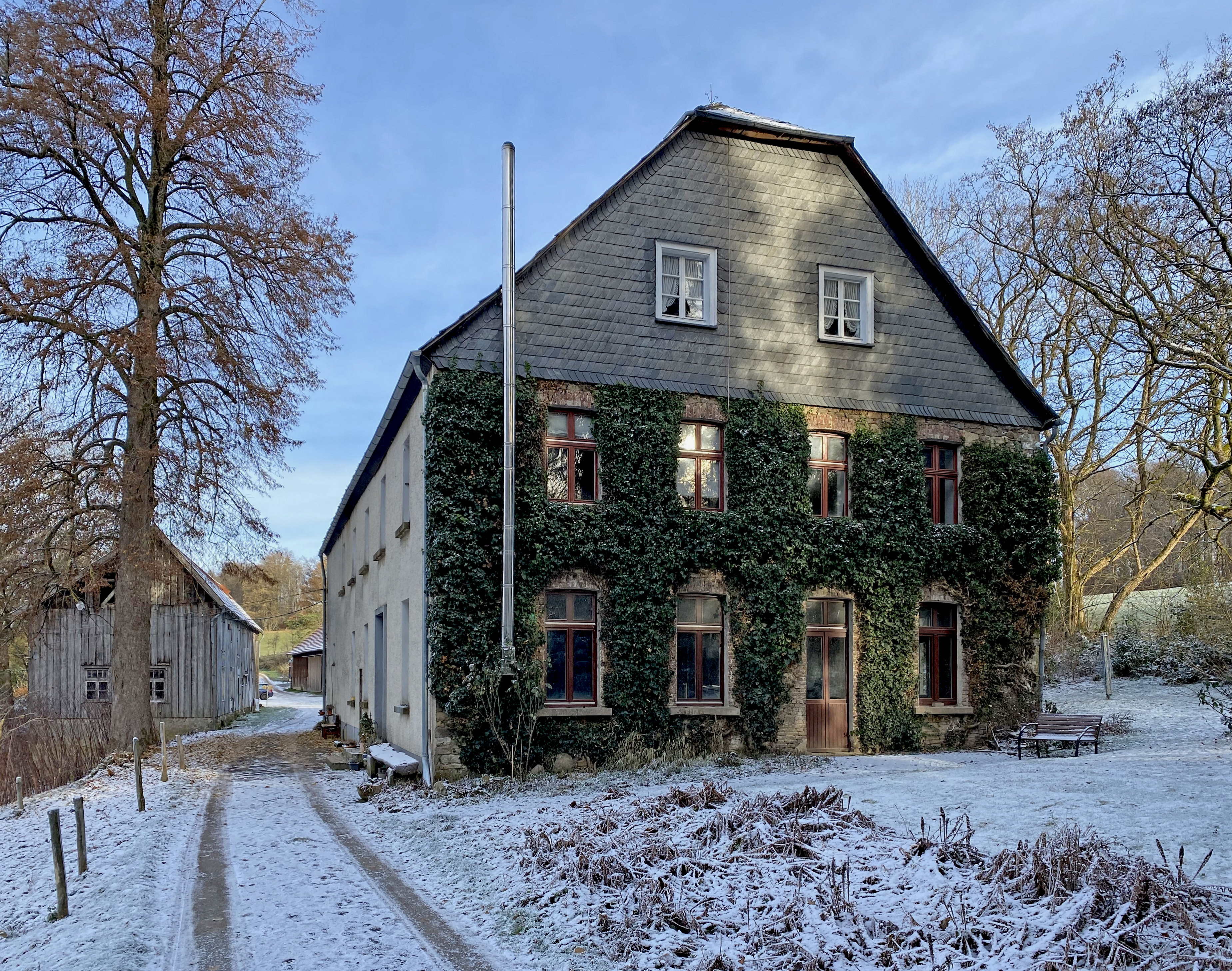
Großes Wohngebäude

Voswinkel, auch Voswinckel genannt, ist eine Hofschaft in Halver im Märkischen Kreis im Regierungsbezirk Arnsberg in Nordrhein-Westfalen (Deutschland).

## Lage und Beschreibung
Voswinkel, der südlichste Ortsteil der Stadt Halver, liegt auf einer Höhe von 350 Meter über Normalnull unmittelbar an der Stadtgrenze zu Wipperfürth. Durch den Ort fließt der in der Nähe entspringende Ibach, ein Zufluss der Wupper. Östlich liegt die Kerspetalsperre.
Nachbarorte sind Auf dem Heede und Schlachtenrade, sowie die Wipperfürther Ortschaften Wiegen, Dahl und Speckenbach. Der Ort ist über eine Nebenstraße erreichbar, die von der Landesstraße L284 bei Engsfeld abzweigt und nach Rönsahl führt.
Der Hof besteht aus einem langgestreckten, 2-geschossigen Wohngebäude aus Bruchstein unter einem Krüppelwalmdach. Auf der Nordseite schließen sich in zwei parallelen Zeilen langgestreckte Wirtschaftsgebäude an, die den Hof umrahmen.
Bei dem Ort befinden sich zwei Naturdenkmäler und ein Gedenkstein.

## Geschichte
Voswinkel wurde erstmals 1489 urkundlich erwähnt, die Entstehungszeit der Siedlung wird aber für den Zeitraum zwischen 700 und 800 während der sächsisch-fränkischen Grenzauseinandersetzungen vermutet.
Westlich und südlich des Ortes verlief seit dem Mittelalter bis in die frühe Neuzeit die Elberfelder Linie der Bergischen Landwehr.
1818 lebten vier Einwohner im Ort. 1838 gehörte Voswinkel als Voßwinkel  der Bommerter Bauerschaft innerhalb der Bürgermeisterei Halver an. Der laut der Ortschafts- und Entfernungs-Tabelle des Regierungs-Bezirks Arnsberg als Ackergut kategorisierte Ort besaß zu dieser Zeit ein Wohnhaus und vier landwirtschaftliche Gebäude. Zu dieser Zeit lebten sechs Einwohner im Ort, allesamt evangelischen Glaubens.
Das Gemeindelexikon für die Provinz Westfalen von 1887 gibt eine Zahl von neun Einwohnern an, die in einem Wohnhaus lebten.

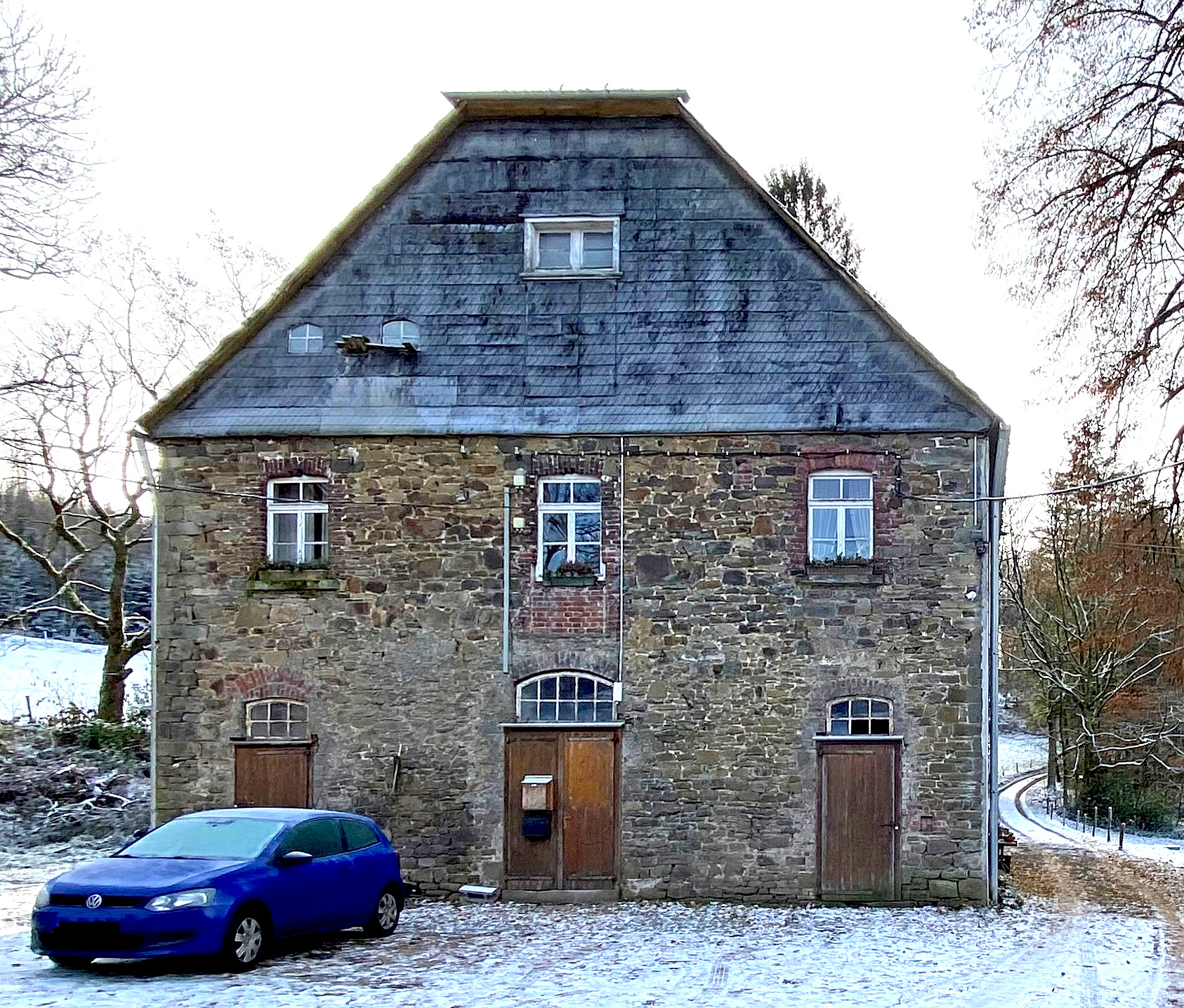
Bruchstein-Wohngebäude
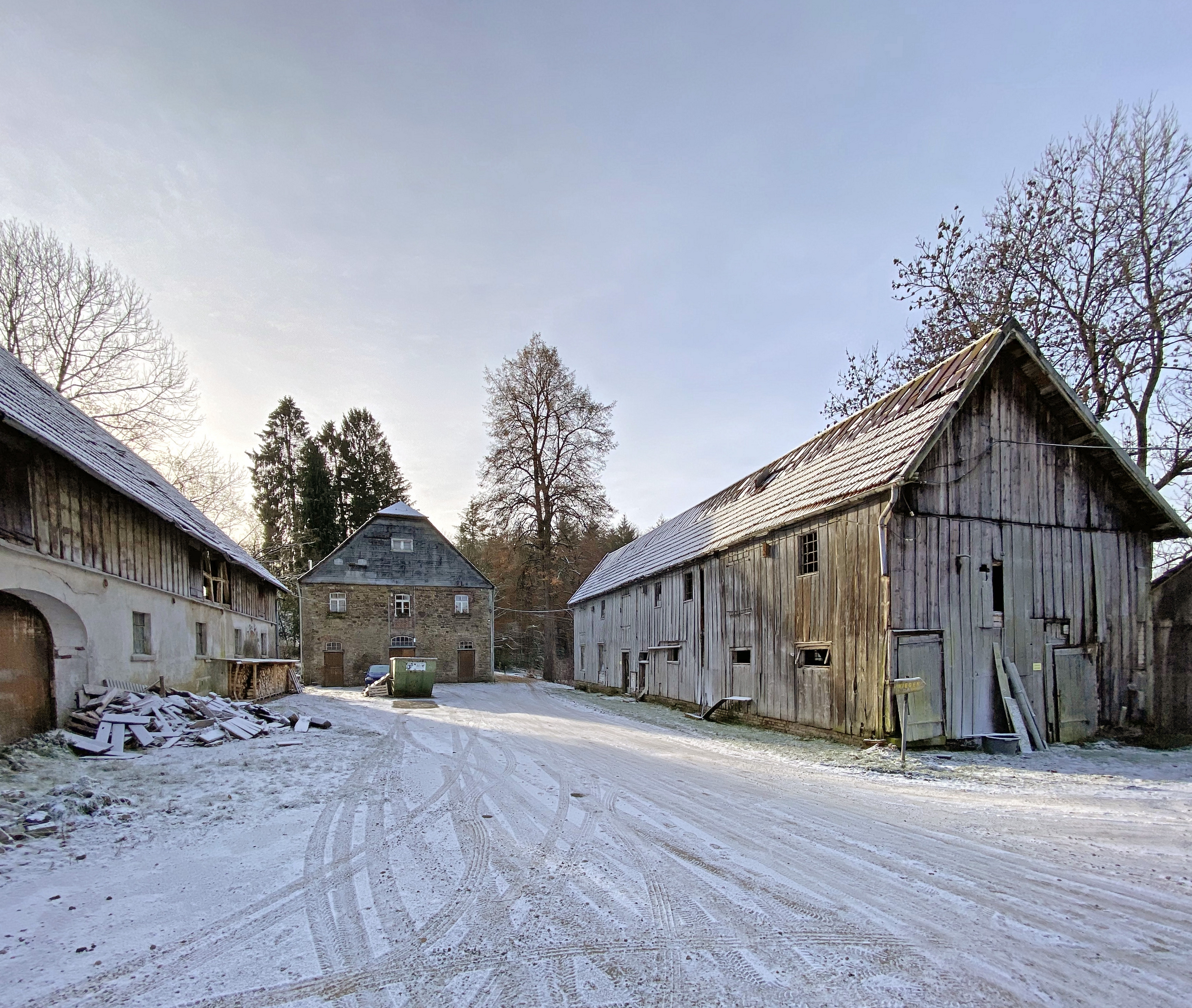
Wohn- und Wirtschaftsgebäude
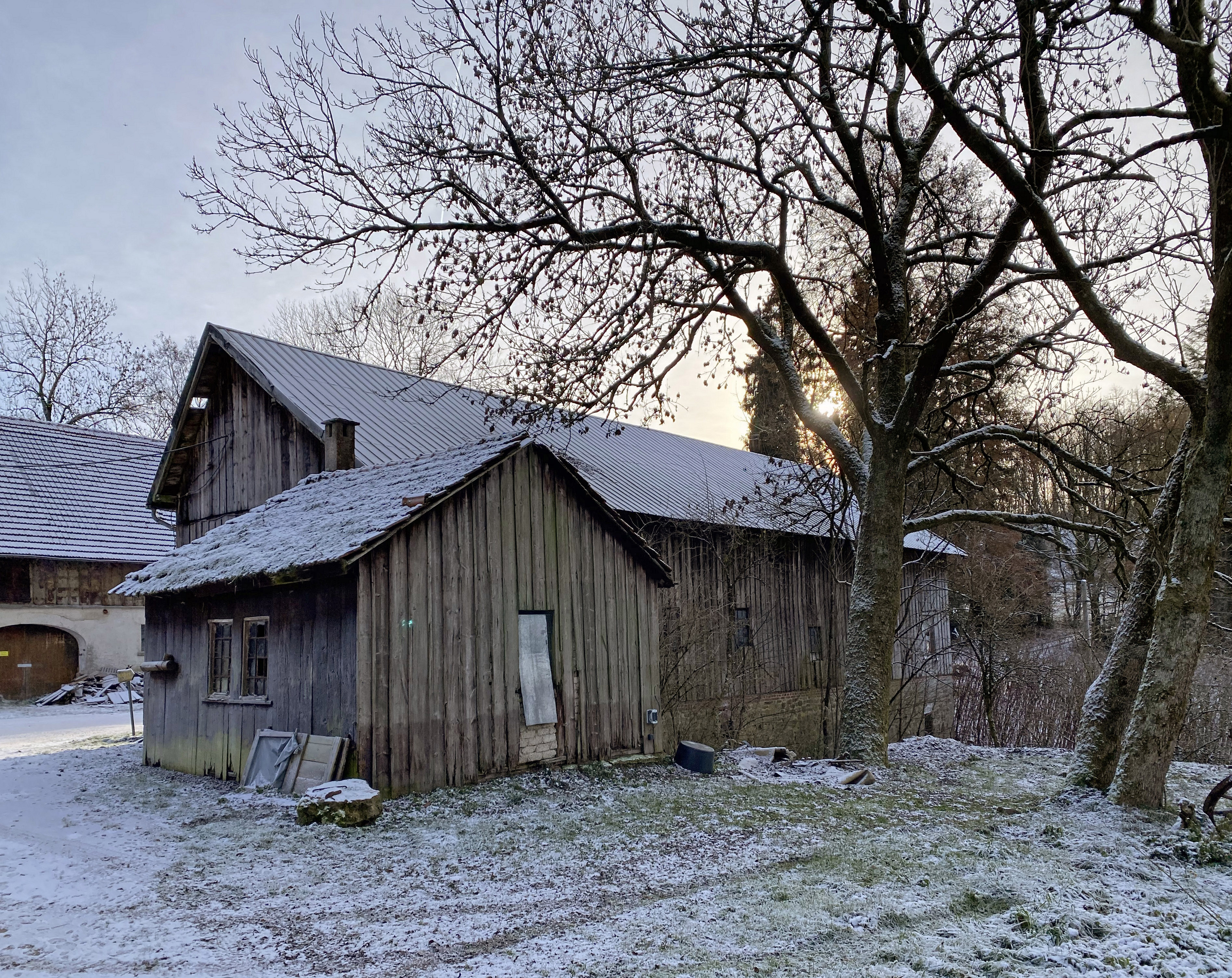
Holzscheunen in Voswinkel
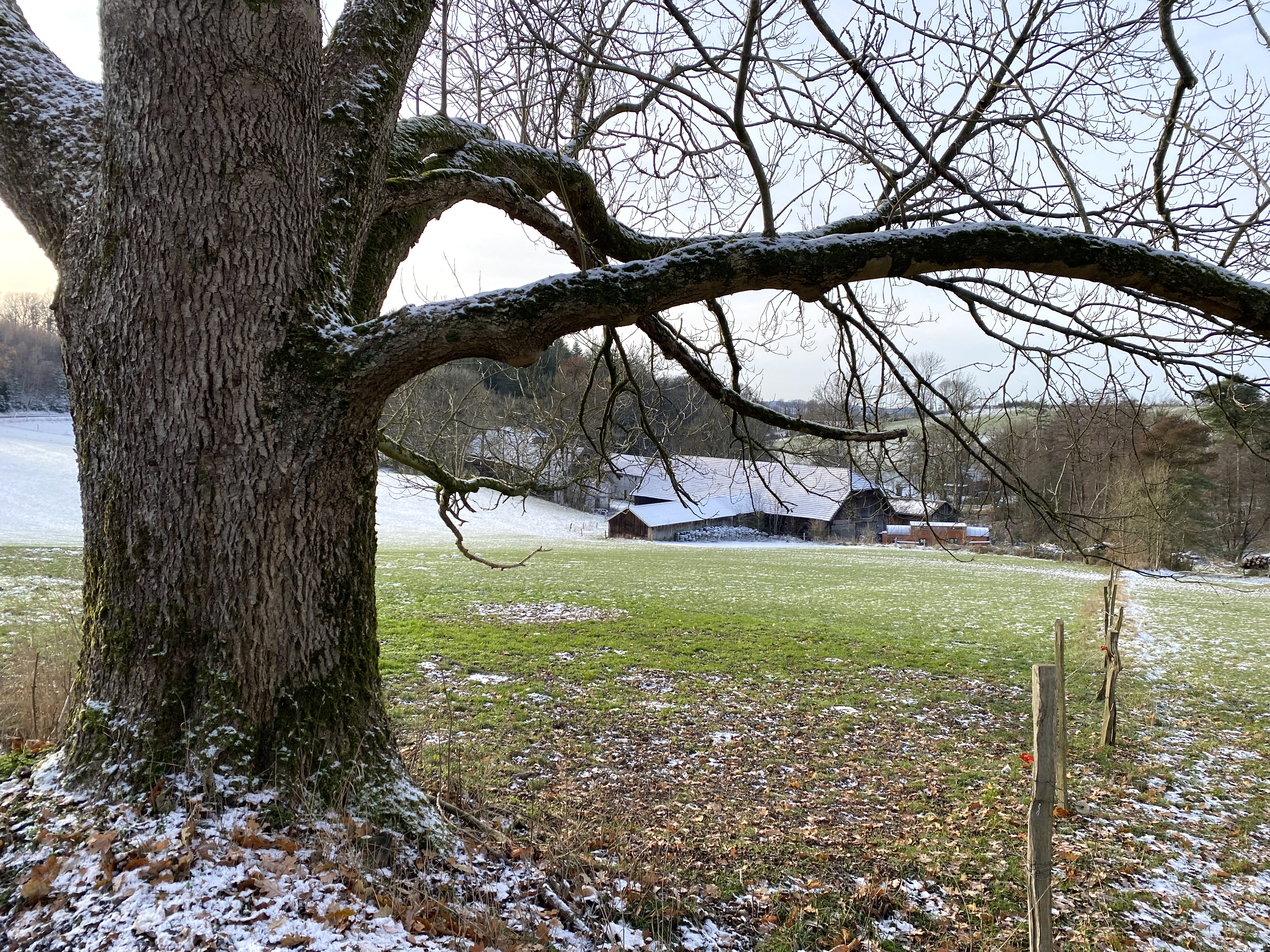
Hof Voswinkel in der Quellmulde des Ibachs